# Магнитогорск
Магнитого́рск — город в Челябинской области России. Образует одноимённый городской округ. В соответствии с административно-территориальным делением Челябинской области является городом областного подчинения. Город трудовой доблести. Крупный культурный и деловой центр Южного Урала, один из крупнейших мировых центров чёрной металлургии. Седьмой из числа крупнейших городов, не являющихся центрами субъектов федерации.
В связи с существованием в городе крупного металлургического производства Магнитогорск исторически входил в число наиболее экологически неблагополучных городов на постсоветском пространстве. В последние десятилетия реализуется программа модернизации производства Магнитогорского металлургического комбината, что привело к значительному снижению количества выбросов в атмосферу. До 2018 года Магнитогорск входил в список городов с наибольшим уровнем загрязнения атмосферного воздуха Росгидромета. По состоянию на 2021 год в городе зафиксирован повышенный уровень загрязнения атмосферного воздуха.

## Этимология
Возник в 1929 году как посёлок при строительстве металлургического комбината у горы Магнитной, поблизости с основанной в XVIII веке казачьей станицей Магнитной. С июля 1931 года имеет статус города областного подчинения и официальное наименование: Магнитогорск, происходящее от названия горы и, соответственно станицы, — по богатым запасам магнитного железняка.

## Физическо-географическая характеристика

### Географическое положение
Расположен у подножия горы Магнитной, на восточном склоне Южного Урала, по обоим берегам реки Урал, Правый берег расположен в Европе, левый — в Азии согласно действующей линии границы частей света. Один из шести в мире городов, расположенных в двух частях света (Европе и Азии) наряду со Стамбулом, Атырау, Баку (спорно со стороны официальной точки зрения), Оренбургом (с 1957 года согласно точке зрения Международного географического союза и Русского географического общества не находится на признанной границе Европы и Азии) и Орском. Магнитогорск является 24-м по площади и 49-м по численности населения городом Российской Федерации.
Территория города 392,35 км². Протяжённость с севера на юг 27 км, с востока на запад 22 км. Высота над уровнем моря колеблется от 300 до 616 м.
Западная граница Магнитогорского городского округа совпадает с административной границей между Челябинской областью и Республикой Башкортостан, а также Уральским и Приволжским федеральными округами.
Удалён от областного центра города Челябинска по железной дороге на 420 км, по автодороге на 310 км. Удалённость от столицы России города Москвы на 1916 км по железной дороге, около 1800 км по федеральной автодороге М-5 «Урал» (через Тольятти, Рязань) и примерно 1700 км по федеральной автодороге М-7 «Волга» (через Казань, Нижний Новгород).
| С-З | Санкт-Петербург 1878 км / 2415 км Полярный 2189 км / 3310 км Череповец 1441 км / 1880 км Уфа 244 км / 330 км Набережные Челны 498 км / 625 км Пермь 537 км / 735 км Казань 685 км / 880 км Межгорье 112 км / 140 км Белорецк 72 км / 90 км                                                                          | Екатеринбург 393 км / 465 км Нижний Тагил 504 км / 610 км Златоуст 200 км / 250 км Миасс 190 км / 220 км Чебаркуль (город) 195 км / 225 км Учалы 102 км / 115 км Верхнеуральск 51 км / 55 км | Норильск 2314 км / - Челябинск 250 км / 310 км Курган 468 км / 570 км Тюмень 586 км / 725 км Южноуральск 187 км / 220 км Троицк 186 км / 225 км Пласт 160 км / 185 км               | С-В |
| З   | Москва 1396 км / 1680 км Берлин 3006 км / 3580 км Бранденбург 3064 км / 3700 км Минск 2057 км / 2420 км Даугавпилс 2089 км / 2465 км Липецк 1296 км / 1575 км Самара 588 км / 795 км Тольятти 628 км / 830 км Ульяновск 701 км / 910 км Стерлитамак 202 км / 300 км Салават 203 км / 311 км Ишимбай 195 км / 300 км | Роза ветров | Владивосток 6277 км / 7565 км Хуайань 5144 км / - Новокузнецк 1846 км / 2205 км Костанай 310 км / 415 км Рудный 281 км / 455 км Карталы 120 км / 170 км                             | В   |
| Ю-З | Севастополь 2086 км / 2828 км Киев 1968 км / 2415 км Керчь 1850 км / 2880 км Мариуполь 1671 км / 2285 км Сочи 1782 км / 2420 км Волгоград 1139 км / 1625 км Атырау 864 км / 1040 км Оренбург 320 км / 435 км Баймак 103 км / 120 км                                                                                 | Актобе 372 км / 440 км Орск 248 км / 300 км Новотроицк 251 км / 295 км Гай 220 км / 255 км Сибай 84 км / 90 км                                                                               | Алма-Ата 1730 км / 2345 км Душанбе 1815 км / 2430 км Караганда 1053 км / 1320 км Астана 885 км / 1100 км Байконур 920 км / 1245 км Аркалык 649 км / 895 км Житикара 203 км / 285 км | Ю-В |

Часовой пояс
Город Магнитогорск, как и вся Челябинская область, находится в часовой зоне МСК+2. Смещение применяемого времени относительно UTC составляет +5:00.

### Природа
Растительный мир
- завезённые из других мест: наиболее часто встречаются голубые ели североамериканского происхождения, реже туи западные, редко встречаются дуб, канадский клён, пирамидальный тополь и каштан;
- местные породы: сосна обыкновенная, лиственница сибирская, ель обыкновенная[12], берёза, вяз, тополь, клён, яблоня, липа и другие.

### Климат
Климат Магнитогорска имеет выраженный континентальный характер, свойственный всему Южному Зауралью, с холодной малоснежной зимой и с засушливым тёплым летом. Влияние Уральского хребта проявляется в ослаблении западного переноса, обусловливающем более частые вторжения арктических масс. Большую роль в формировании климата и погоды зимой играют Сибирский антициклон и циклоническая деятельность на арктическом фронте. Часто на погоду оказывают влияние южные циклоны, перемещающиеся с Чёрного, Каспийского и Аральского морей.
Самым холодным месяцем является январь, средняя месячная температура воздуха которого −14,1 °C. Абсолютный минимум температуры воздуха: −46 °C. Лето тёплое, в отдельные годы оно бывает жарким. Средняя месячная температура воздуха самого тёплого месяца июля: +19,2 °C. Абсолютный максимум температуры воздуха: +39 °C. Средняя продолжительность безморозного периода составляет 105 дней.
Среднегодовая температура: +2,8 °C;
Среднегодовая скорость ветра: 4,7 м/сек.;
Среднегодовая влажность воздуха: 70 %;
| Показатель                    | Янв.  | Фев.  | Март  | Апр.  | Май  | Июнь | Июль | Авг. | Сен.  | Окт. | Нояб. | Дек.  | Год   |
| ----------------------------- | ----- | ----- | ----- | ----- | ---- | ---- | ---- | ---- | ----- | ---- | ----- | ----- | ----- |
| Абсолютный максимум, °C       | 3     | 5,6   | 16,5  | 30,1  | 33,9 | 38,5 | 38,9 | 37,2 | 35,1  | 24,3 | 15,8  | 8,2   | 38,9  |
| Средний суточный максимум, °C | −10   | −8,8  | −2,1  | 10,6  | 19,4 | 24,9 | 25,2 | 23,4 | 17,4  | 9,1  | −1,9  | −7,9  | 8,3   |
| Средняя температура, °C       | −14,1 | −13,5 | −7,1  | 4,5   | 12,6 | 18,2 | 19,2 | 17   | 11,1  | 3,8  | −5,9  | −11,9 | 2,8   |
| Средний суточный минимум, °C  | −18,3 | −18,1 | −12   | −1    | 5,9  | 11,4 | 13,4 | 11,1 | 5,3   | −0,8 | −9,6  | −15,9 | −2,4  |
| Абсолютный минимум, °C        | −42,8 | −46,1 | −36,1 | −23,9 | −8,9 | −2,8 | 3,9  | 0    | −11,1 | −21  | −36,1 | −38,9 | −46,1 |
| Норма осадков, мм             | 19    | 14    | 18    | 27    | 33   | 39   | 60   | 48   | 27    | 24   | 23    | 21    | 353   |
| Источник: Погода и климат     |       |       |       |       |      |      |      |      |       |      |       |       |       |

### Экология
Магнитогорск много лет входил в число городов с наиболее неблагоприятной экологической обстановкой, значительное влияние на которую оказывает Магнитогорский металлургический комбинат. На предприятии реализуется экологическая программа, направленная на снижение и предотвращение выбросов, а также принята экологическая политика. С 2000 года количество выбросов в атмосферу загрязняющих веществ, отходящих от стационарных источников постоянно снижается. Если в 2000 году на территории Магнитогорска в атмосфере оказалось 321,6 тысяч тонн загрязняющих веществ, то в 2013 году 229,5 тысяч тонн загрязняющих веществ, а в 2018 году 203,21 тысяч тонн загрязняющих веществ.
В 2018 году Магнитогорск был включён в федеральный проект «Чистый воздух» основной целью которого является реализация комплексных планов мероприятий по снижению выбросов загрязняющих веществ в атмосферный воздух в крупных промышленных центрах. По оценке Главной геофизической обсерватории имени А. И. Воейкова в 2017 году в Магнитогорске был очень высокий уровень загрязнения воздуха, город входил в список городов с наибольшим уровнем загрязнения атмосферного воздуха в Российской Федерации. В 2018 и 2019 годах отмечено улучшение качества атмосферного воздуха в городе, уровень загрязнения воздуха оценивается как высокий. Одним из ключевых показателей снижение которого привело к улучшению качества воздуха является концентрация бензапирена, которая за 2018 год снизилась относительно предыдущего года в два раза.
В 2021 году Федеральная служба по гидрометеорологии и мониторингу окружающей среды зафиксировала снижение уровня загрязнения атмосферного воздуха в Магнитогорске, впервые зафиксирован повышенный уровень загрязнения, ранее фиксировался высокий и очень высокий.

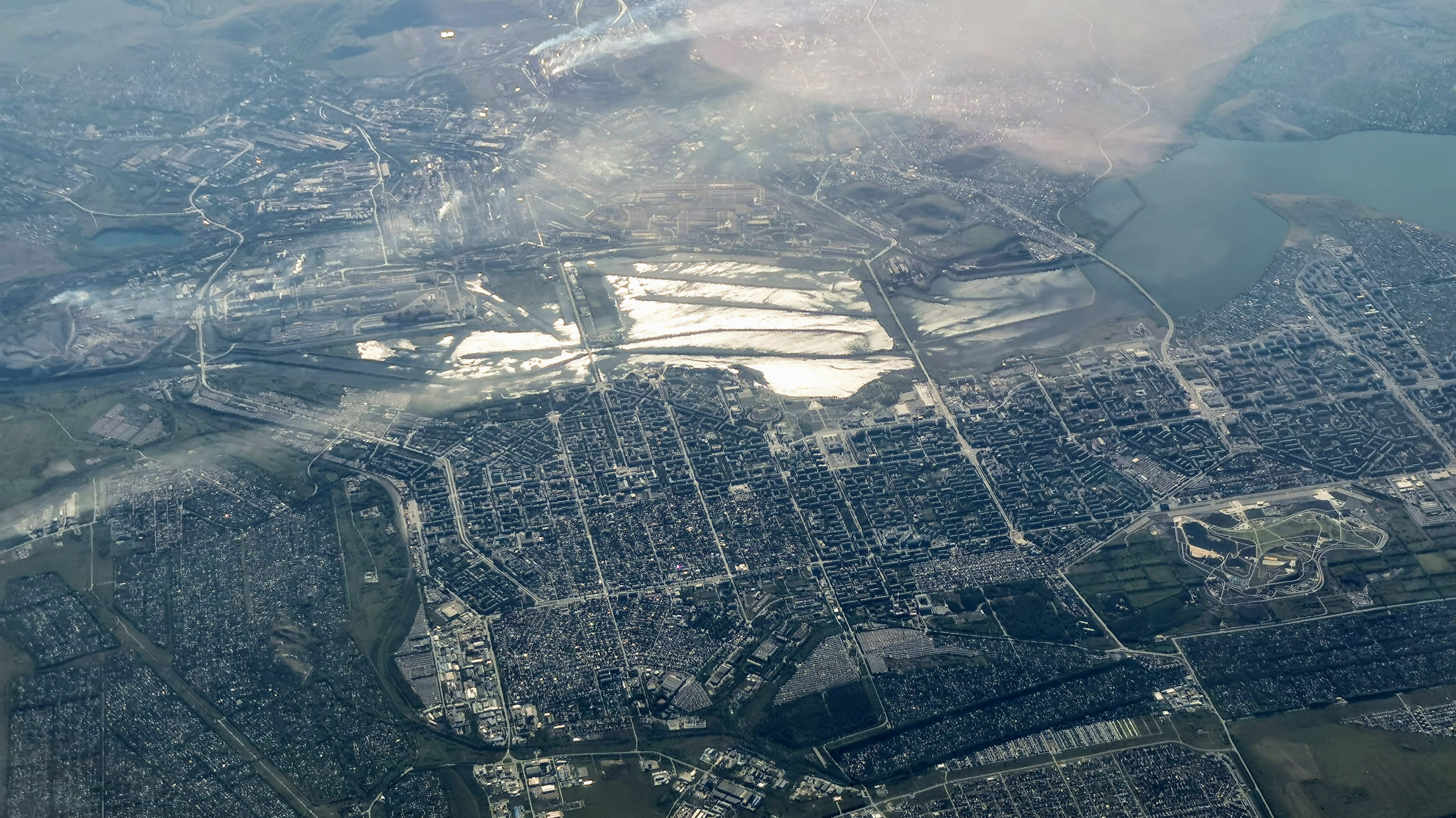
Магнитогорск (вид из самолёта)

### Города-побратимы
- Атырау, Казахстан;
- Бранденбург-на-Хафеле, Германия;
- Гомель, Беларусь;
- Даугавпилс, Латвия
- Хуайань, Китайская Народная Республика.

## История

### Российская империя
В 1740 году старшина Кубелякской волости Ногайской дороги, тархан Баим Кидраев показал штейгеру Маркову и переводчику Роману Уразлину месторождение железной руды на горе Атач, на левом берегу реки Яик. Магнитную гору башкиры называли Атачем (баш. Әтәс), руду её использовали, видимо, уже давно. Проба дала превосходный результат: из 100 фунтов «магнитовых камней»-руды получили 75 фунтов железа. Впоследствии эта гора, названная Магнитной, стала знаменитой в годы советской власти.
В 1743 году на правом берегу реки Яик основана крепость Магнитная. В 1752 году заводчик И. Б. Твердышев и его зять И. С. Мясников, пользуясь тем, что гора Магнитная не записана в чью-либо собственность, закрепили её за собой. В 1759 году началась добыча руды для Белорецкого завода.
В апреле 1774 года войско Пугачёва ежедневно пыталось атаковать Магнитную крепость, в результате 6 мая заняло её после двухдневного штурма, но уже через два дня оставлена ими. После подавления восстания Екатерина II повелела переименовать Яик Уралом «для предания всего случившегося забвению».
В 1838 году крепость преобразована в станицу Магнитная, в 1840 году в посёлок Магнитный, ставший центром станицы (включала 8 посёлков и ряд хуторов). С 1898 года близ посёлка началась промышленная добыча железной руды (Магнитная гора).

### Период становления советской власти
В 1920 году восстановились изыскательско-проектные работы по строительству железной дороги из Карталов, остановленные с началом Первой мировой войны.. По поручению ВСНХ Сибирское общество инженеров в Томске разработало Урало-Кузнецкий проект под руководством профессора Н. В. Гутовского. Намечалось создание четырёх металлургических заводов, в том числе у горы Магнитной.
СССР

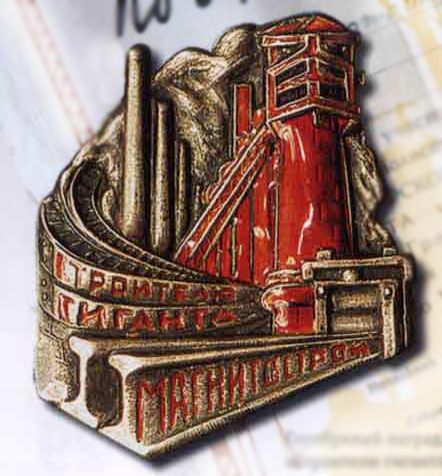
Знак «Строителю гиганта. Магнитострой». 1931

В 1923 году в соответствии с постановлением ЦК РКП(б) и 3-й сессии ВЦИК в ноябре образована Уральская область. В Свердловске велось проектирование Магнитогорского завода. На Магнитной горе прошли исследования и геологические работы под руководством профессора А. Н. Заварицкого. Работы продолжались два года, геологи пробурили 51 скважину. Президиум Уральского областного СНХ утвердил место строительства завода: площадку у горы Магнитной. На строительстве знаменитой «Магнитки» (Магнитогорского металлургического комбината) трудились более 800 иностранных специалистов из США, Германии, Англии, Италии и Австрии, под руководством американской компании Arthur McKee. Американцы должны были подготовить строительный, технологический проекты с полным описанием оборудования, станков и механизмов. Прототипом завода стал металлургический комбинат U.S. Steel Corporation, в городе Гэри, штат Индиана, США.
Поставщиками и подрядчиками Магнитки были:
- американская Clearing Mach Corp., которая спроектировала и поставила основные конструктивные части, включая 8 самых больших печей;
- немецкие специалисты из AEG монтировали центральную электростанцию, они же поставили самую мощную по тем временам 50-мегаваттную турбину с генератором;
- немецкая Krupp & Reismann налаживала в Магнитогорске огнеупорное производство
- британская Traylor занималась горнорудным хозяйством.

В январе 1929 года Совнарком СССР и СТО на объединённом заседании приняли решение о начале строительства Магнитогорского металлургического завода. В марте к Магнитной горе прибыли первые строители: бригада плотников, возглавляемая Дмитрием Брусовым. 30 июня 1929 года на станцию Магнитогорская прибыл первый поезд по новой железнодорожной линии Карталы — Магнитогорск. Эту дату принято считать днём рождения Магнитогорска.
1 января 1930 года вышел в свет первый номер газеты «Магнитогорский рабочий». В апреле комиссия из представителей Магнитостроя, Стальстроя и Водоканалстроя вынесла решение о «возможности строительства города Магнитогорска на правом берегу реки Урал». От «решения о возможности строительства» до строительства прошло довольно много времени, строительство на правом берегу началось лишь в 1936 году.
В начале 1930-х годов строительство селитьбы велось на левом берегу, в основном, строились бараки и другие временные постройки. Летом 1930 года был заложен первый капитальный жилой дом по проекту С. Е. Чернышёва. Так начался магнитогорский Соцгород, оставшийся в истории архитектуры и градостроительства как крупный реализованный проект массовой застройки и являвшийся первым из соцгородов СССР. Затем проектирование было передано группе немецких и австрийских архитекторов под руководством Эрнста Мая. К декабрю 1931 года на строительстве работали свыше 40 тысяч человек.
В 1931 году был открыт инженерно-строительный институт, филиал Уральского строительного института, ныне Магнитогорский государственный технический университет им. Г. И. Носова. В мае здесь обучалось 113 студентов-металлургов.
В 1932 году в Магнитке дала чугун первая домна, с чего началось функционирование металлургического комбината, открылась первая школа, педагогический институт, кинотеатр, театр, аэроклуб. В июле 1933 года мартеновская печь № 1 выпустила первую сталь, в августе 1934 года был пущен прокатный стан «500», первый в Магнитке. 18 января 1936 года была открыта первая трамвайная линия Щитовые — заводоуправление, в том же году был заложен первый капитальный дом на правом берегу. В апреле 1937 года были закрыты донные шлюзы на плотине № 2, при заполнении водохранилища первая плотина и большая часть станицы Магнитной скрылись под водой. В 1934—1936 годах Магнитогорск был центром Магнитогорского округа Челябинской области.

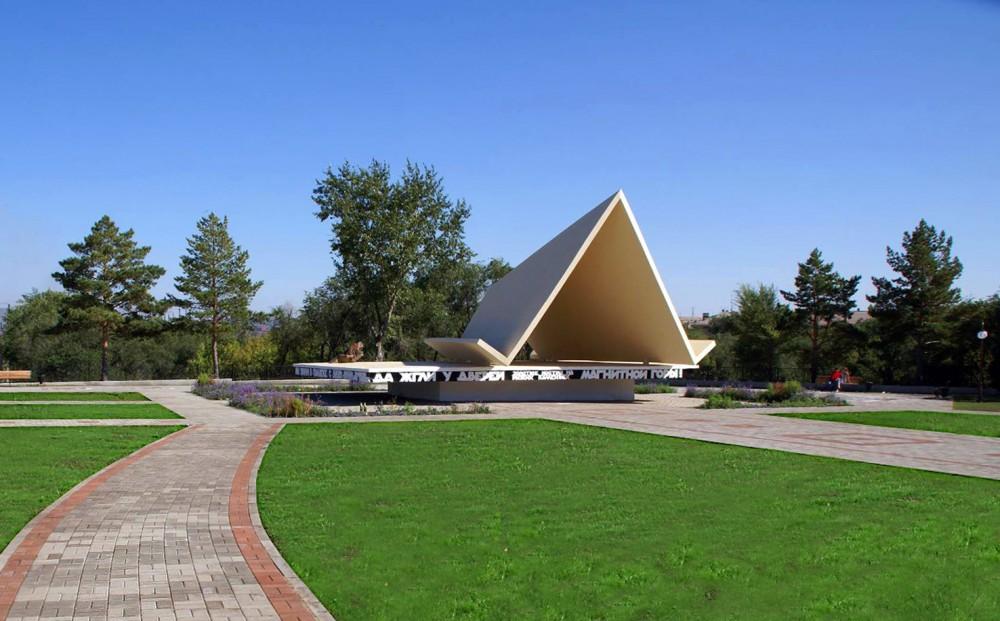
Памятник «Первая палатка»

В 1939 году население Магнитогорска составляло 146 тысяч человек, открылось музыкальное училище.

#### Великая Отечественная война
Накануне войны ММК представлял собой предприятие с законченным металлургическим циклом. Доля производимой металлургическим комбинатом металлопродукции в 1940 году к общесоюзной составляла по чугуну 8,7 %, по стали 11,2 %, прокату 10,9 % Однако почти 90 % производимого на комбинате металла составляли рядовые углеродистые марки стали.
После начала военных действий возникла необходимость принимать и осваивать на своей территории оборудование эвакуированных из прифронтовых районов заводов, а это ни много ни мало 34 предприятия. В годы войны на ММК нашли прописку:
- Днепровский металлургический комбинат имени Ф. Э. Дзержинского,
- Днепропетровский коксохимический завод,
- комбинат «Запорожсталь»,
- огнеупорный и коксохимический заводы Запорожья,
- Енакиевский коксохимический завод,
- Ново-Тульский металлургический завод,
- Алчевский металлургический завод,
- Макеевский металлургический завод,
- комбинат «Азовсталь»,
- московские заводы «Серп и Молот», «Пролетарский труд», «Электросталь»,
- Харцызский металлургический завод,
- Ленинградский сталепрокатный завод,
- Харьковский турбогенераторный завод,
- «Кривгресс»,

и другие заводы. Комбинат стремительно наращивал мощности.
В этот период построены и введены в эксплуатацию рудообогатительная фабрика, две агломерационные машины, четыре коксовые батареи, две доменные печи, пять мартеновских печей, толстолистовой стан «4500», среднелистовой стан «2350», цех Т, фасоно-вальце-сталелитейный цех, паровоздуходувная станция № 2, спеццеха.
Отдельного внимания заслуживает история освоения выпуска броневой стали. До войны комбинат давал преимущественно рядовые марки металла. Качественные стали составляли всего 12 процентов общего производства. Необходимо было освоить выпуск специальных высококачественных броневых сталей.
Броневая сталь до войны производилась, в основном, на южных заводах. Варили её в небольших печах со специальным, так называемым «кислым» подом. В Магнитогорске не было ни одной такой печи, а главное, не было специалистов, умеющих работать по этой технологии. Наряду с разработкой технологии производства брони необходимо было организовать учёбу сталеплавильщиков.
Специальное бюро приступило к разработке технологи производства броневой стали. Большой вклад в это дело внесли директор комбината Г. И. Носов, инженеры В. А. Смирнов, Е. И. Левин, Н. Г. Вергазов, мастер М. М. Хилько, сталевар Д. П. Жуков. Было решено выплавлять броневую сталь так называемым дуплекс-процессом, то есть варить её сначала в печах с основным подом, а затем доводить в печах с кислым подом. 23 июля 1941 года 185-тонная мартеновская печь № 3, переделанная в кислую, выпустила первую плавку броневой стали. Но производство броневой стали составляло лишь полдела, фронту нужен был броневой лист. До войны на комбинате вообще не катали листа, не было соответствующих прокатных станов.
Решением ЦК ВКП(б) в Магнитогорск был перебазирован самый мощный в СССР толстолистовой броневой прокатный стан с Мариупольского завода имени Ильича. Его, за неимением специального цеха и отсутствием времени на его строительство, приняли решение разместить на блюминге. Это было не просто смелое, а ошеломляющее решение, некоторые склонны были считать его авантюрой, предрекая большие поломки оборудования. Однако, заместитель главного механика комбината Н. А. Рыженко заявил:
Это уралмашевский стан. Запас прочности у него достаточный, и технические характеристики позволяют катать толстый лист из самых стойких марок стали. Необходимо лишь кое-что переделать, организовать уборку готового листа.
Смелое предложение одобрил нарком чёрной металлургии И. Ф. Тевосян, хотя предупредил руководителей комбината, что в случае неудачи вся ответственность ляжет на них.
Напряжённый труд и творческий поиск увенчались успехом. 28 июля 1941 года был прокатан первый броневой лист. Фронт получил магнитогорскую броню на полтора месяца раньше срока, установленного правительством. За этот научный и трудовой подвиг 14 работников комбината были награждены орденами и медалями Советского Союза.
Кроме броневой стали, в кратчайшие сроки было отлажено производство снарядной, дисковой, автоматной, шлемовой, шарикоподшипниковой, снарядно-бронебойной, ствольной и множество других качественных сталей военного назначения. В 1945 году на ММК производилось 83 % качественных сталей.
По выпускаемому на Магнитке в войну сортаменту снарядного металла можно было заранее судить о предполагаемом характере боевых действий и, особенно, о переходе от оборонительных к наступательным операциям на фронте.
В тяжёлые для страны дни 1942 года, когда враг стоял у стен Сталинграда и остервенело рвался к Кавказу, металлургическому комбинату было поручено освоить прокатку траковой полосы для танков. Для организации производства такой полосы был использован стан «300-2». На стане «500» было начато производство фигурного профиля — бандажа для танков, который раньше штамповался на танкостроительных заводах. Новые профили, освоенные на комбинате, открыли перед танкостроителями большие возможности для ускорения выпуска боевых машин. Они позволили освободить сотни строгальных, револьверных, токарных станков и др. оборудования и значительно сократить объёмы электросварки. Экономия металла при изготовлении одного танка составляла почти 2 тонны.
В разгар битвы под Курском (лето 1943 г.) ММК получил задание ГКО в максимально короткий срок удвоить выпуск снарядного металла. Снарядная заготовка крупных сечений освоена на непрерывно-заготовочном стане «720».
Наряду с доменщиками, сталеплавильщиками и прокатчиками трудились горняки, коксохимики. Горняки за годы войны дали 28 млн. 399,3 тыс. тонн руды Магнитогорску и Кузнецку. Недаром Магнитная гора в народе звалась «могилой Гитлера». Коксохимики давали 12 млн 541,9 тыс. тонн кокса и газа комбинату, снабжали другие заводы, производили различную продукцию оборонного значения.
Энергетики комбината бесперебойно снабжали электроэнергией не только Магнитогорск, но и другие заводы и города Южного Урала. В десятки раз возросло производство кислорода, увеличилось производство другой важной продукции. В цехах главного механика было налажено производство различной продукции для фронта, для восстановления на новом месте оборудования эвакуированных заводов. Литейщики, используя небольшие мартеновские печи, организовали отливку из броневой стали башен для танков, бронеколпаков для дотов.
В годы войны коллектив комбината состоял на 70 % из новых рабочих, недавно пришедших на комбинат. Война стёрла понятие мужских и женских профессий. Освоение женщинами мужских профессий можно сравнить разве только с самоотверженностью на фронте. В мартеновских цехах, на каменных огнеупорных работах никогда не работали женщины. В октябре 1941 года в мартеновских цехах создаются женские бригады. Огнеупорщицы Маняхина, Карнаухова, Ильина, Спирина систематически выполняли нормы на 200 %, достигали такого качества работы, что стальные ковши выдерживали 10-11 плавок, тогда как раньше их меняли через 4-5 плавок. На ведущих участках центральной электростанции всегда работали только мужчины. Традицию нарушили женщины Смирнова и Петровская. Магнитогорочки стали осваивать специальности кочегаров, машинистов турбин.
В 1942 году вступил в строй калибровочный завод, который стал крупнейшим предприятием метизной промышленности. 6 августа была выдана первая калиброванная сталь. На площадке, начавшей строиться ещё до войны автобазы ММК, было размещено оборудование эвакуированных метизных заводов из Днепропетровска и Солнечногорска. Так, была дана жизнь метизно-металлургическому заводу. Подобных темпов строительства не знали даже такие крупные предприятия Соединённых Штатов Америки, как металлургические заводы Герри, Саус-Чикаго, Локаванна.
Настоящим подвигом было овладение женщинами профессией люковых на коксохиме: нестерпимая жара возле люков, коксохимическая пыль, едкий дым. Первой стала Ольга Лопатина, её примеру последовала Щеглова, помощниками люковых были Хабарова и Кобзева. Немного было женщин-вырубщиц на комбинате. Пионер в освоении этой профессии Анна Жаворонкова. В иные смены ей удавалось вырубить 109 тонн металла вместо 14 по норме. Женщины трудились и на командных постах. Появились женские бригады, участки и даже цеха.
Постоянным источником пополнения коллектива комбината в годы войны были ремесленные училища и школы ФЗО. В мае 1941 года было создано ремесленное училище № 13. В 1942 году около тысячи его воспитанников работали самостоятельно, обслуживая доменную печь, 10 мартеновских печей, целые смены газового и среднелистового цехов. В октябре среди воспитанников училища, работавших на комбинате, было 311 стахановцев. За хорошее обслуживание агрегатов и выдачу металла для нужд фронта главное управление трудовых резервов и наркочермет наградили значком «Отличник социалистического соревнования» более ста учащихся и работников училища. В том же году училищу было присвоено звание «Лучшее ремесленное училище Советского Союза» и вручено переходящее Красное знамя ГКО. Сотни квалифицированных кадров воспитали другие училища и школы ФЗО. Например, школа ФЗО № 1 выпустила в январе 1942 года около 600 квалифицированных рабочих-строителей.
За доблестный труд в период Великой Отечественной войны свыше 2000 магнитогорцев были награждены орденами и медалями СССР, 12 человек удостоены государственной премии.
В их числе:
- Г.И. Носов, директор ММК с 1939 г. по 1951 г.,
- К.И. Бурцев, зам. главного инженера,
- Н.А. Рыженко, зам. главного механика,
- В.П. Кожевников, главный прокатчик комбината с 1939 по 1962 гг.,
- Г.В. Савельев, начальник блюминга № 3,
- Е.И. Дикштейн, начальник мартеновского цеха № 2,
- Ф.Д. Воронов, начальник мартеновской печи № 3,
- В.Э. Дымшиц, управляющий треста «Магнитострой».

Накануне празднования 70-летия Победы в Великой Отечественной войне (2015) городу было присвоено почётное звание «Город трудовой доблести и славы»
В годы войны в городе находился Магнитогорский лагерь № 527 УНКВД по Челябинской области для интернированных военнопленных иностранных армии и спецгоспиталь № 5921 для лечения тяжелораненых военнопленных.

#### Послевоенный период
1940-е
Магнитогорск был включён в число 20 городов СССР подлежащих атомной бомбардировке, согласно плану Totality, разработанному в США в 1945 году.
В 1946 году весенний ледоход снёс деревянный мост на правый берег, начато строительство Центрального перехода. Начало формирование главных правобережных магистралей: проспектов Сталина, Ленина и Сталинградской улицы (ныне проспекты Ленина, Карла Маркса и Советская улица соответственно). В 1947 году Совмин РСФСР утвердил генеральный план Магнитогорска. Авторами его стали архитекторы М. Белый, А. Дубинин, Ю. Киловатов, М. Морозов, А. Сорокин, М. Соколов, А. Тидерман и главный архитектор города М. Дудин.
В декабре 1948 года через Центральный переход проложена трамвайная линия.
1950-е
Построен первый в СССР крупнопанельный дом (проспект Карла Маркса, дом 32). Возведены цементный завод, хлебозавод, мясокомбинат. В 1956 году началось строительство здания МГМИ (будущего Магнитогорского государственного технического университета) . Был построен Южный переход по проекту института «Гипрокоммундортранс» и Магнитогорского гипромеза. К концу десятилетия население Магнитогорска составляло 311 тысяч человек.
1960-е
Продолжалось планомерное развитие города. В 1963 году в Магнитогорск пришёл газ от газопровода Бухара — Урал, было газифицировано 12 000 квартир, начался перевод котлов ТЭЦ на природный газ. Был возведён Северный переход через реку Урал по проекту института «Промтранспроект» (Москва),
9 мая 1966 года был открыт памятник-ансамбль «Первая палатка». Авторы работы: заслуженный художник РСФСР, скульптор Лев Головницкий, архитектор Евгений Александров.
К концу десятилетия население 365 тысяч человек; жилой фонд 2 миллиона 800 тысяч квадратных метров. В Магнитогорском горно-металлургическом институте училось восемь тысяч студентов, в педагогическом четыре тысячи. В городе действовало восемь средних специальных учебных заведений, 15 профтехучилищ, 92 школы, драматический театр, телевизионный центр, дом музыки, семь кинотеатров, 18 дворцов культуры и клубов, более 100 библиотек.
1970-е
В мае 1971 года памятник «Металлург» был подарен городу и установлен на Привокзальной площади.
- Было построено здание аэровокзала в новом аэропорту.
- В ознаменование 40-летия со дня добычи из Магнитогорского рудника первой тонны руды (450 млн тонн), на вершине горы Узянки открыт памятник.
- Вступила в строй трамвайная линия по маршруту в новый 127-й микрорайон. Общая протяжённость трамвайных путей в городе достигла 111,2 километра.
- Футбольная команда «Металлург» выиграла Кубок РСФСР.
- Введён в эксплуатацию новый цирк.
- 29 июня 1979 г. открыт монумент «Тыл — фронту».
- На площади Народных гуляний установлены городские куранты.

Население города перевалило за 400 тыс. человек.
1980-е
- 25 марта 1980 года — постановление исполкома городского совета народных депутатов «О сносе посёлка Старая Магнитка», которое не было выполнено.
- В 1981 году на площади Победы установлен монумент «Танк» с надписью: «В годы Великой Отечественной войны каждый второй танк и каждый третий снаряд сделаны из магнитогорской стали».
- В июле 1988 года в город прибыл посол США в СССР Джек Мэтлок

### Российская Федерация
1990-е

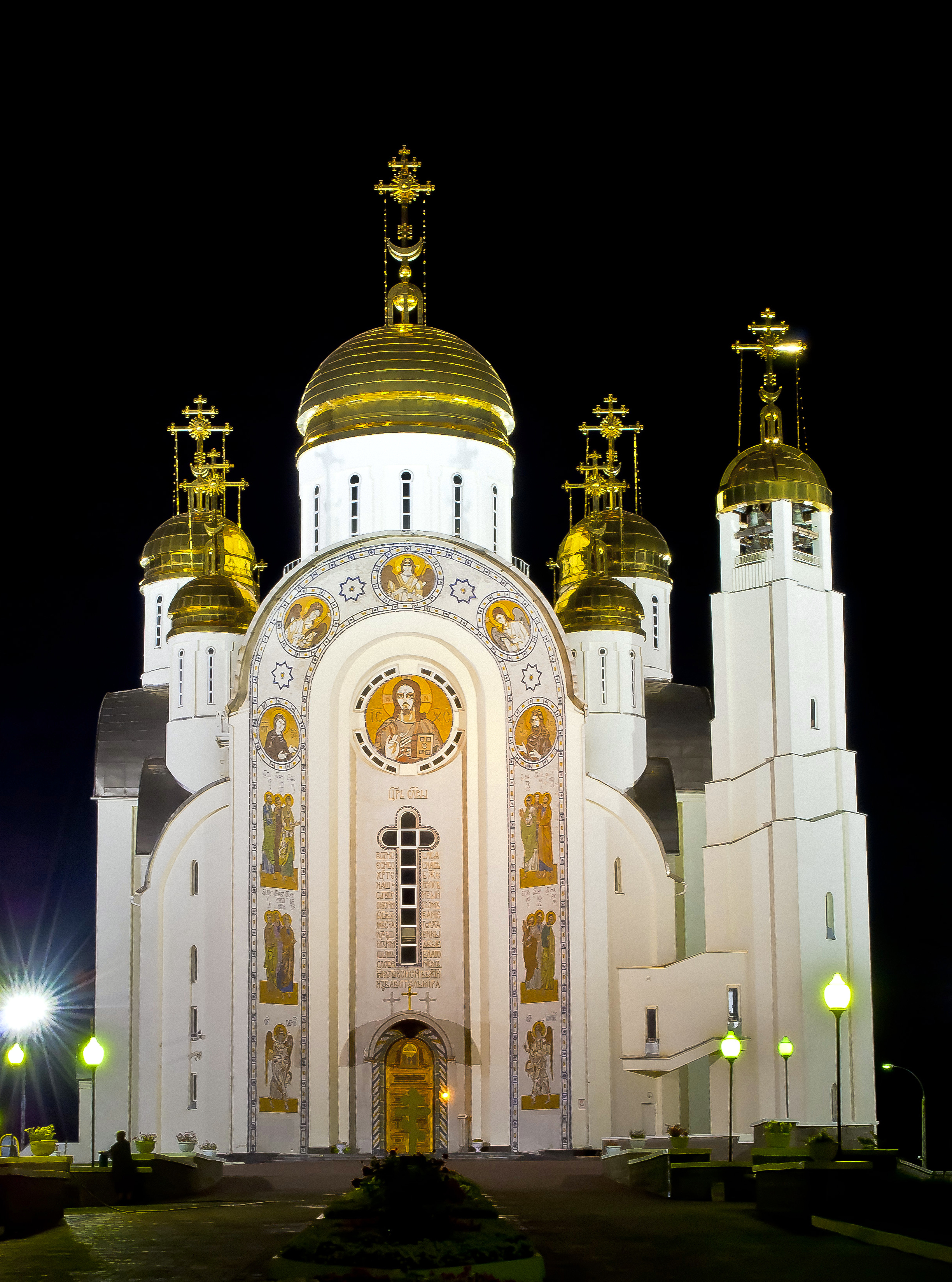
Свято-Вознесенский кафедральный собор (Храм Вознесения Господня)

- Пик населения Магнитогорска пришёлся на 1992 год — 441 тысяча человек, уже через два года в 1994 году оно составило лишь 427 тысяч.
- В 1994 году институт МГМИ переведён в статус отраслевой академии.
- В 1996 году состоялись первые выборы главы города, победу на которых одержал Виктор Аникушин.
- Началось строительство объездной (кольцевой) дороги
- 10 сентября 1998 года приказом Минобразования Российской Федерации № 2322 МГМА удостаивается статуса университета.
- 17 сентября 1999 года закончена реконструкция аэропорта, пропускная способность выросла с 200 пассажиров в сутки до 200 в час.

2000-е

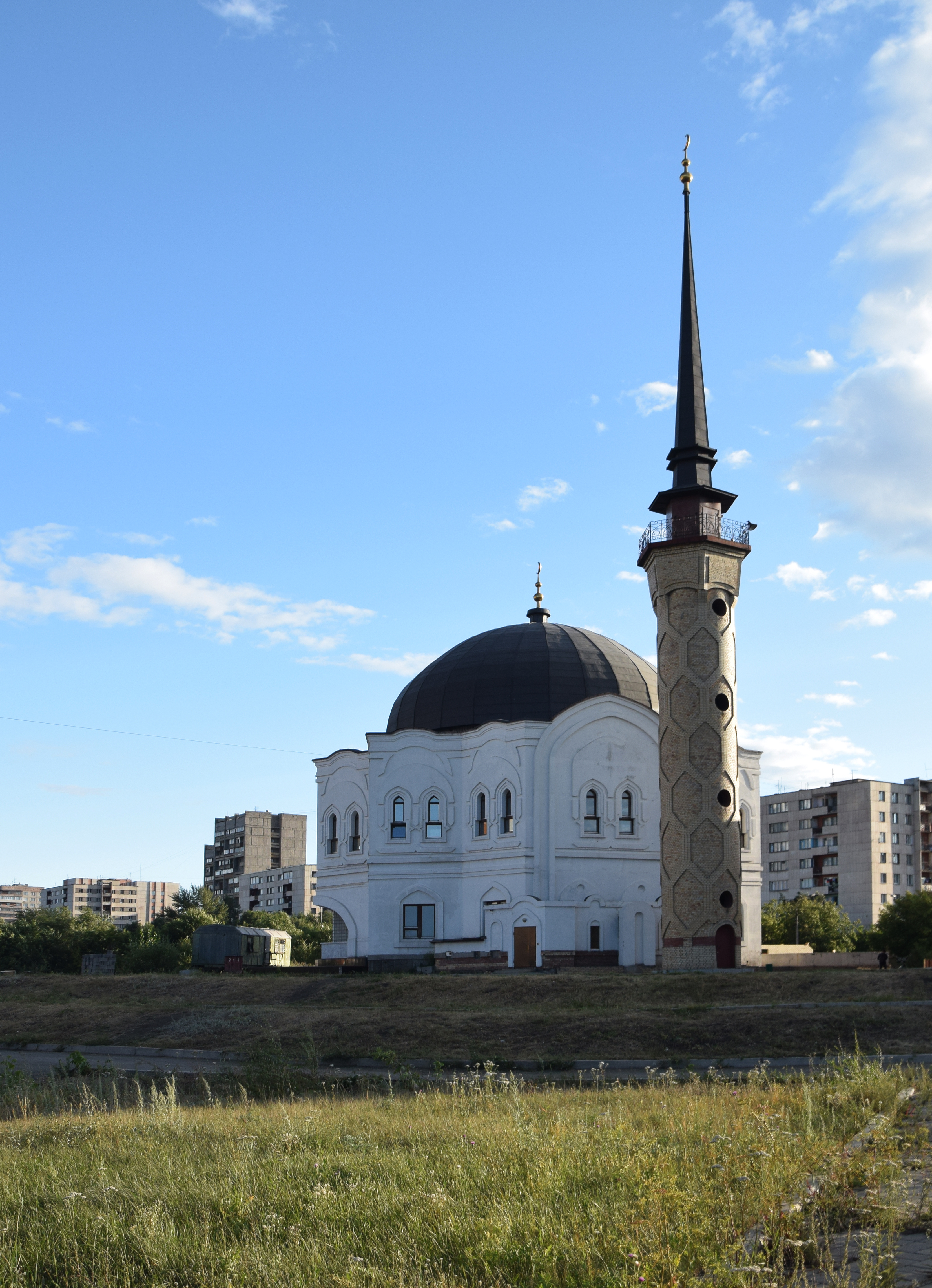
Магнитогорская соборная мечеть

- 4 февраля 2000 был выполнен первый прямой международный авиарейс Магнитогорск — Цюрих.
- В 2001 году Магнитогорский государственный педагогический университет преобразован в Магнитогорский государственный университет.
- В 2002 году открылся аквапарк «Водопад чудес».
- В 2003 году освящён Храм Вознесения Христова
- Посёлок Старая Магнитка получил своё прежнее имя: Станица Магнитная.
- В 2007 году открыт ЛДС «Арена-Металлург», где проводит домашние матчи хоккейная команда «Металлург» (Магнитогорск).
- В 2009 году открыт стан «5000»
- В 2009 году зафиксирован естественный прирост населения, впервые с 1992 года

2010-е
- В июле 2011 года на ММК прошло открытие стана «2000» холодной прокатки
- В 2012 году создана Магнитогорская и Верхнеуральская епархия РПЦ
- В 2014 году ликвидирован Магнитогорский государственный университет
- В 2017 году в Нью-Йорке открылась международная выставка, на которой была представлена продукция Магнитогорского металлургического комбината.
- 31 декабря 2018 года на улице Карла Маркса в жилом 10-этажном крупно-блочном доме случился взрыв бытового газа[28]), который привёл к обрушению одного из 12 подъездов. Погибло 39 человек[29]. 2 января 2019 года в Челябинской области был объявлен траурным днём.

## Символика города

### Герб
Вариант 1969 года
20 июня 1969 года Решением исполкома горсовета депутатов трудящихся № 275-А был утверждён герб города Магнитогорска по проекту Николая Абрамова: «На фоне красного щита, прямоугольной сверху и овальной внизу формы, изображён рельефом серого цвета магнит, как бы притягивающий к себе силуэт горы Магнитной. В центре Магнита чёрным рельефом изображён силуэт домны, на фоне которого красным рельефом изображён памятник первой палатки».
Вариант 1993 года
Представляет собой изображение на серебряном поле геральдического щита равностороннего треугольника чёрного цвета, являющегося символом железной руды, горы Магнитной, первой палатки. В верхней части щита серебряными буквами по белому фону проходит надпись «Магнитогорск». Щит венчает серебряная башенная корона о трёх зубцах, говорящая о том, что Магнитогорск — город областного подчинения (на гербе Челябинска — корона о пяти зубцах). За щитом два накрест положенные золотых молота, обвитые трёхцветной лентой, говорящие о том, что город принадлежит России и обеспечивает своим промышленным потенциалом её экономическую мощь.

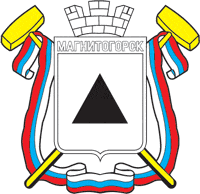
Герб города Магнитогорск, вариант 1993 года

Автор утверждённого по итогам конкурса проекта герба дизайнер Галина Михайловна Логвиненко. Герб утверждён 17 июня 1993, «Положение о гербе» — 15 июня 1994. Изображение герба помещается на официальных бланках органов местного самоуправления, учреждений и организаций муниципальной собственности; на официальных резиденциях органов власти города и его районов; на стелах при въезде в город и главных магистралях; на конвертах, Почётных грамотах, при изготовлении значков и памятных медалей; на сувенирах, производимых в городе, а также на некоторых престижных видах продукции городских предприятий и др. Эталон герба города (авторское исполнение) находится на хранении в городском краеведческом музее.
Современный вариант
29 января 2003 Собрание депутатов города Магнитогорска Постановлением № 14 утвердило слегка модифицированный вариант герба: «В серебряном поле чёрная пирамида». Щит герба могут декорировать ленты орденов Ленина и Трудового Красного Знамени.
Авторская группа: Галина Логвиненко (Магнитогорск) — идея герба; Константин Мочёнок (Химки) — геральдическая обработка; Галина Туник (Москва) — обоснование символики. Герб был внесён в Государственный геральдический регистр Российской Федерации под № 1134.

### Флаг

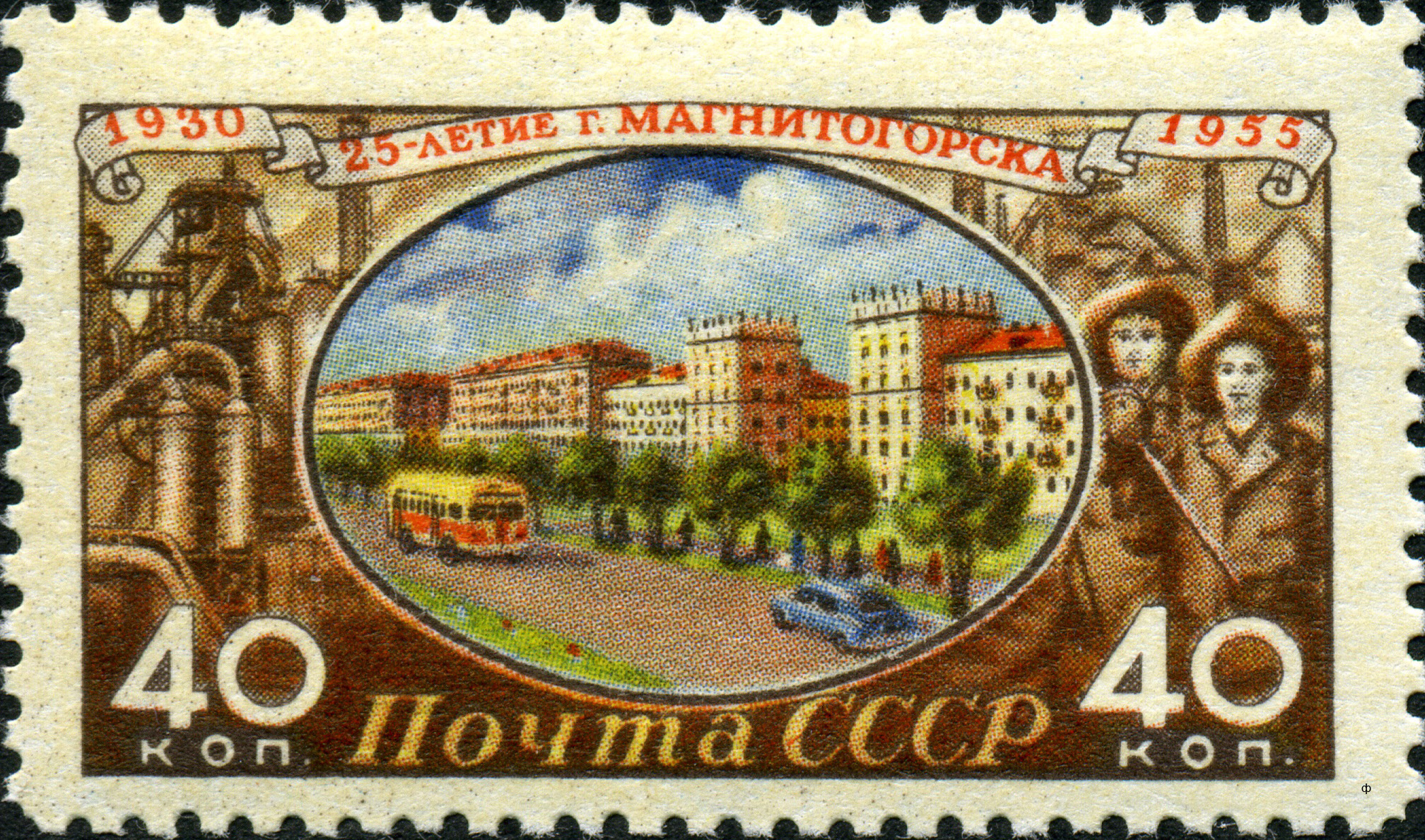
Почтовая марка СССР к 25 летию Магнитогорска, 1955 год

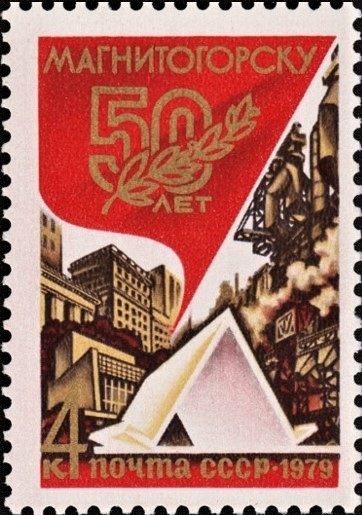
Почтовая марка СССР, 1979 год. 50-летие Магнитогорска

26 апреля 2011 года городское собрание депутатов г. Магнитогорска утвердило следующий флаг города:
«Прямоугольное полотнище серебристого цвета с соотношением сторон 2:3, содержащее в центре фигуру чёрного треугольника из герба города, основание которой составляет 2/3 ширины полотнища».

### Гимн
31 мая 2011 Магнитогорское городское собрание депутатов утвердило в качестве гимна города песню «Магнитка» композитора Александры Пахмутовой и поэта Николая Добронравова.

## Агломерация
В магнитогорскую агломерацию входят Агаповский, Верхнеуральский, Нагайбакский, Кизильский районы Челябинской области, а также Абзелиловский район Республики Башкортостан. По оценкам специалистов общая численность агломерации около 633,7 тысячи человек.
В 1953—1954 годах по инициативе директора ММК Александра Филипповича Борисова был разработан и частично реализован проект учреждения «металлургических» областей: Липецкой, Белгородской (изначально Старо-Оскольской), Каменской (позднее упразднённой) и Магнитогорской (нереализованной по вине первого секретаря Башкирского обкома С. Д. Игнатьева и следующего директора ММК Ф. Д. Воронова). По различным данным, в Магнитогорскую область должны были войти города Белорецк, Сибай под названием Южноуральск, нынешнее Межгорье, Абзелиловский, Баймакский, Белорецкий, Бурзянский, Зилаирский, Хайбуллинский, Учалинский районы Башкирской АССР, города Троицк, Пласт, Южноуральск под названием Нижнеувельск, Агаповский, Брединский, Варненский, Верхнеуральский, Карталинский, Кизильский, Нагайбакский, Октябрьский, Троицкий, Увельский, Чесменский районы Челябинской области РСФСР, города Лисаковск, Рудный под названием Рудногорск, Дениисовский, Джетыгаринский, Камышнинский, Комсомольский, Тарановский, Фёдоровский районы Кустанайской области Казахской ССР.

## Население
| 1931     | 1939[…]  | 1956     | 1959     | 1962     | 1967     | 1970     | 1973     | 1975     | 1976     | 1979     |
| -------- | -------- | -------- | -------- | -------- | -------- | -------- | -------- | -------- | -------- | -------- |
| 64 100   | ↗146 000 | ↗284 000 | ↗311 101 | ↗333 000 | ↗357 000 | ↗364 209 | ↗379 000 | ↗393 000 | →393 000 | ↗406 074 |
| 1982     | 1985     | 1986     | 1987     | 1989     | 1990     | 1991     | 1992     | 1993     | 1994     | 1995     |
| ↗416 000 | ↗426 000 | ↘424 000 | ↗430 000 | ↗440 321 | ↘429 000 | ↗444 000 | ↘441 000 | ↘440 000 | ↘439 000 | ↘426 000 |
| 1996     | 1997     | 1998     | 1999     | 2000     | 2001     | 2002     | 2003     | 2004     | 2005     | 2006     |
| ↘424 000 | →424 000 | ↗425 000 | ↗428 100 | ↘427 900 | ↘427 100 | ↘418 545 | ↘418 500 | ↘415 900 | ↗416 700 | ↘413 200 |
| 2007     | 2008     | 2009     | 2010     | 2011     | 2012     | 2013     | 2014     | 2015     | 2016     | 2017     |
| ↘410 500 | ↘409 000 | ↗409 397 | ↘407 775 | ↗407 895 | ↗409 593 | ↗411 880 | ↗414 897 | ↗417 039 | ↗417 563 | ↗418 241 |
| 2018     | 2019     | 2020     | 2021     | 2023     | 2024     | 2025     |          |          |          |          |
| ↘416 521 | ↘413 267 | ↘413 253 | ↘410 594 | ↘409 255 | ↘408 715 | ↘408 487 |          |          |          |          |

На 1 января 2025 года по численности населения город находился на 49-м месте из 1124 городов Российской Федерации.
Национальный состав
По данным всероссийской переписи 2010 года:
| Народ                                           | Численность чел. | % от указавших нац. |
| ----------------------------------------------- | ---------------- | ------------------- |
| русские                                         | 338 595          | 84,74               |
| татары                                          | 20 433           | 5,22                |
| башкиры                                         | 15 172           | 3,88                |
| украинцы                                        | 6101             | 1,56                |
| казахи                                          | 4130             | 1,05                |
| таджики                                         | 1993             | 0,51                |
| белорусы                                        | 1473             | 0,38                |
| армяне                                          | 1216             | 0,31                |
| чуваши                                          | 1210             | 0,31                |
| азербайджанцы                                   | 1024             | 0,26                |
| другие национальности                           | 6967             | 1,78                |
| всего указавших национальность                  | 391 314          | 100,00              |
| всего населения городского округа Магнитогорска | 407 775          |                     |

Лица, по которым нет данных о национальной принадлежности или не указана национальность в переписном листе, составляют 16 461 чел. или 4,04 % от всего населения города.

## Административно-политическое устройство
В рамках административно-территориального деления Челябинской области Магнитогорск является городом областного подчинения.
В рамках муниципального деления образует муниципальное образование Магнитогорский городской округ или город Магнитогорск (равносильные наименования, установленные городским уставом) с единственным населённым пунктом в его составе.

### Административное деление
В административном отношении подразделяется на 3 района:
- Ленинский;
- Правобережный;
- Орджоникидзевский.

### Руководство

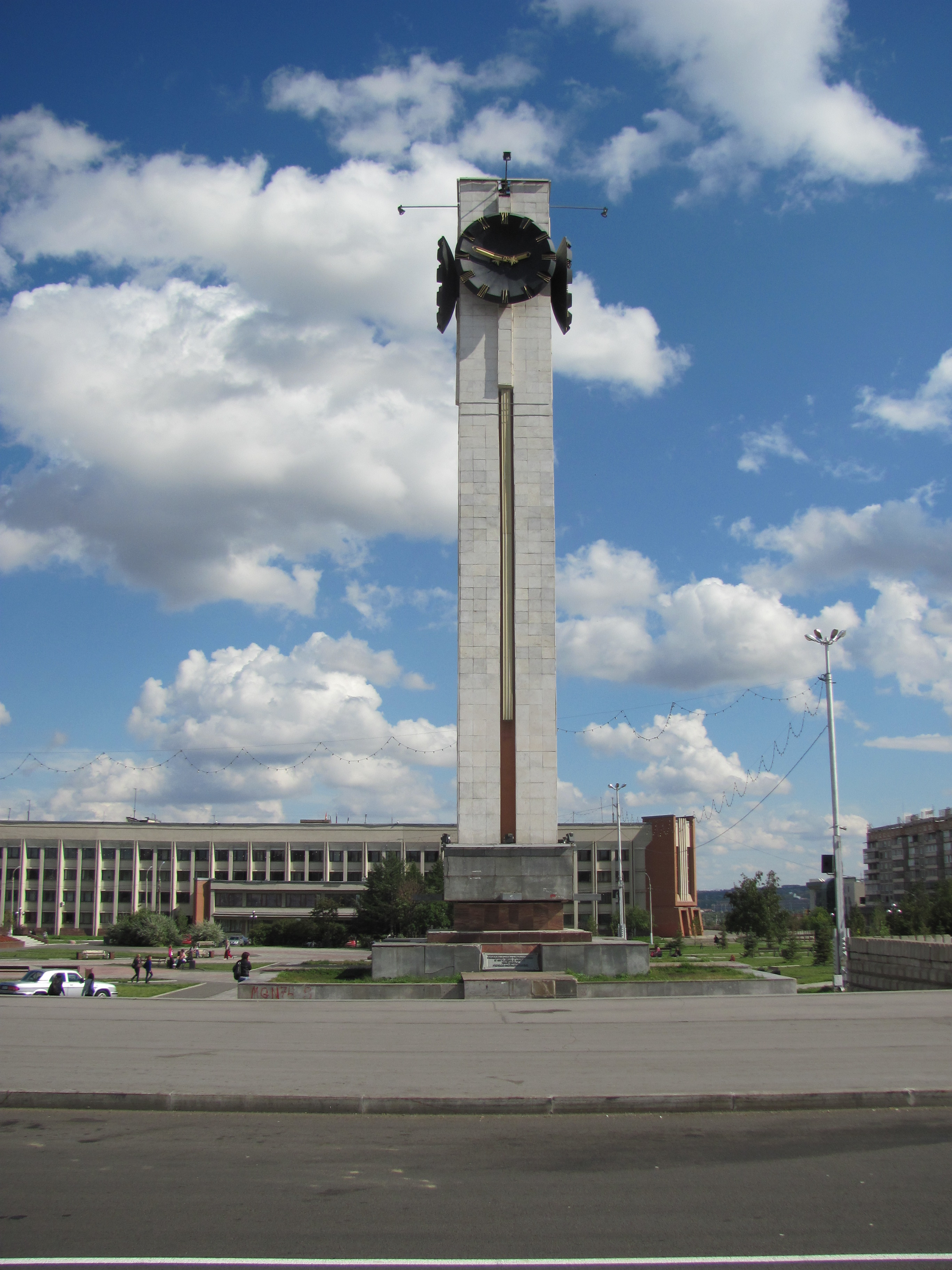
Магнитогорские куранты, установленные в 1979 году, в честь пятидесятилетия города

- Пётр Петрович Гесс, председатель городского совета (1990—1992);
- Вадим Владимирович Клювгант, мэр города (1991—1995);
- Виктор Георгиевич Аникушин, глава города (1995—2005);
- Евгений Вениаминович Карпов, глава города (2005—2009);
- Евгений Николаевич Тефтелев, глава города (2009—2014);
- Виталий Викторович Бахметьев, глава города (с 26 октября 2015 г. по 27 сентября 2016 г., исполняющий обязанности с 25 декабря 2014 г.);
- Сергей Николаевич Бердников, глава города (с 25 октября 2016 г.; исполняющий обязанности с 27 сентября 2016 г.);

## Экономика
Объём отгруженных товаров собственного производства, выполненных работ и услуг собственными силами в Магнитогорске в 2017 году составил 521,5 млрд руб., за аналогичный период 2016 года — 458,4 млрд руб.
По обрабатывающим производствам объём отгруженных товаров и выполненных услуг составил 462,6 млрд руб., рост к январю-декабрю предыдущего года в действующих ценах составил 13,0 %.
Предприятия
- Магнитогорский металлургический комбинат (ПАО «ММК»),
- Магнитогорский метизно-калибровочный завод (ООО «ММК-Метиз»),
- Магнитогорский цементно-огнеупорный завод,
- ООО «Магнитострой»,
- ПАО «Прокатмонтаж»,
- ПАО «Монтажник» (обанкрочен),
- АО «Уралспецмаш»
- Магнитогорский крановый завод (АО «МКрЗ»),
- группа компаний «Ситно»
- Магнитогорский электродный завод (ООО «МЭЗ»)

## Туризм
Магнитогорск является одним из туристических центров Южного Урала. Туристическую ценность имеют металлургический комбинат (промышленный туризм), уникальная архитектура «первого социалистического города на Урале», культурные учреждения, Магнитная гора, давшая жизнь как Магнитогорску, так и Белорецку, а также рекреационные зоны (парк «Динозаврик», два аквапарка и т. д.). О туристической привлекательности города в 2012 году был снят видеоролик.

## Транспорт
Общественный транспорт появился в Магнитогорске в 1930 году, когда по заводской и городской строительным площадкам проложили две железнодорожные ветки. По маршруту курсировали 8 поездов, которые перевозили рабочих бесплатно, а время в пути составляло 15—20 минут с остановками в конечных пунктах около часа. В 1933 году наладили автобусное сообщение.
В городе существует система трамвая. По количеству маршрутов она уступает лишь Москве и Санкт-Петербургу, хотя по длине трамвайных линий занимает лишь 6-е место в России. Есть железнодорожный вокзал и автовокзал. К западу от города в Абзелиловском районе Башкортостана между сёлами Давлетово и Красная Башкирия расположен аэропорт Магнитогорск.
Функционируют городские автобусы, маршрутные такси и такси. Активно идёт обкатка первого электробуса.
В городе находятся железнодорожные станции Челябинского региона Южно-Уральской железной дороги: Магнитогорск-Пассажирский и Магнитогорск-Грузовой, которая является отправной точкой Южно-Сибирской железнодорожной магистрали.

## Учебные учреждения

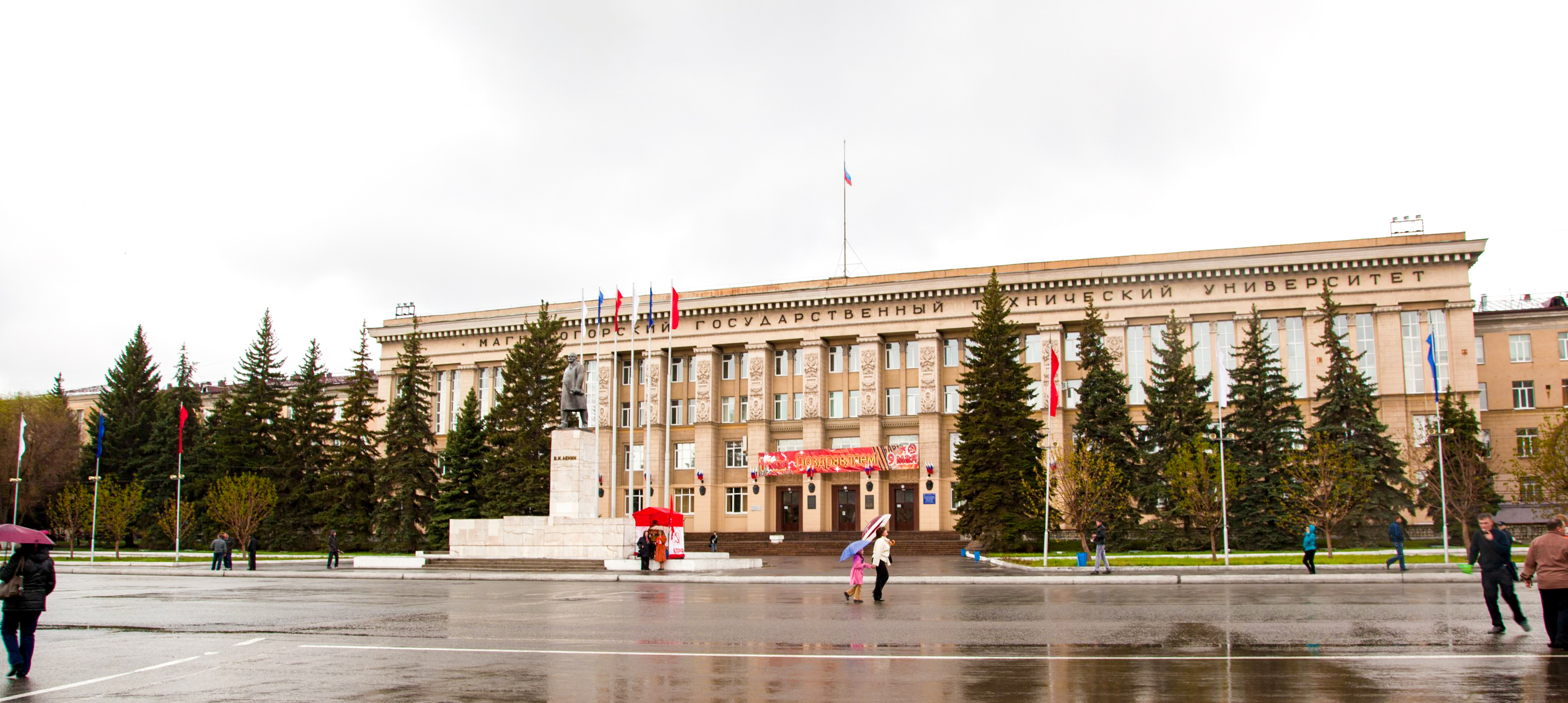
МГТУ им. Г. И. Носова

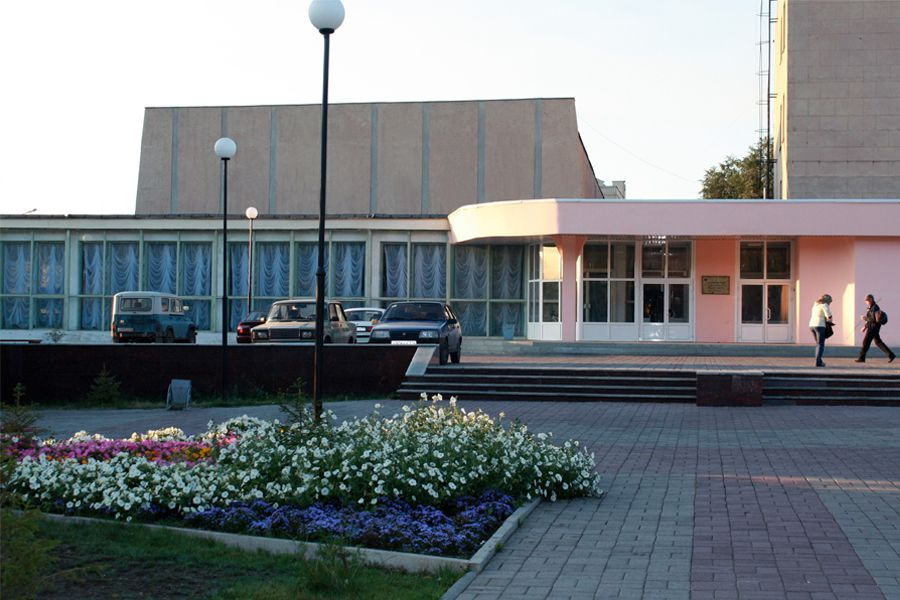
МаГК им. М. И. Глинки

### Высшие учебные заведения
- Магнитогорский государственный технический университет[78];
- Магнитогорская государственная консерватория;

### Средние специальные учебные заведения
- Магнитогорский политехнический колледж,
- Магнитогорский педагогический колледж,
- Магнитогорский многопрофильный колледж МГТУ им. Носова[79],
- Магнитогорский медицинский колледж имени П. Ф. Надеждина,
- Магнитогорский технологический колледж,
- Колледж Магнитогорской государственной консерватории (академии) им. М. И. Глинки.
- Магнитогорский строительно-монтажный техникум.
- Магнитогорский колледж современного образования (частный)

### Учреждения дополнительного профессионального образования
АНО ДПО «Центральный многопрофильный институт профессионального образования»

## Культура

### Театры

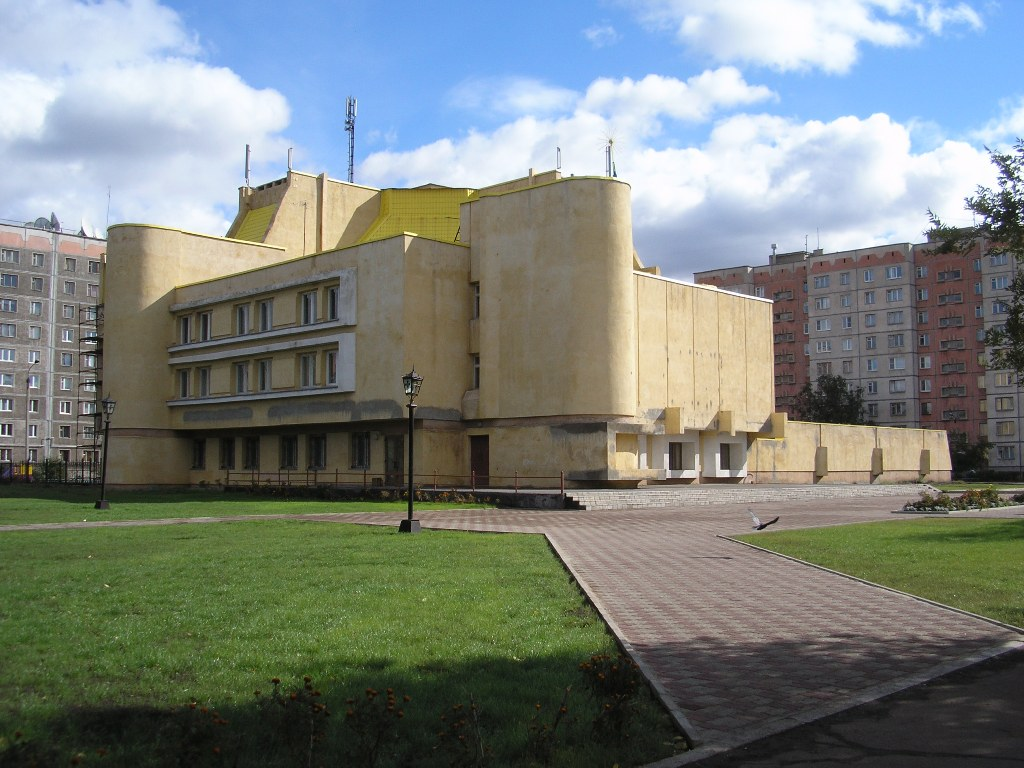
Магнитогорский театр куклы и актёра «Буратино»

- Магнитогорский академический драматический театр имени Пушкина,
- Магнитогорский театр куклы и актёра «Буратино»,
- Магнитогорский театр оперы и балета.

### Цирк

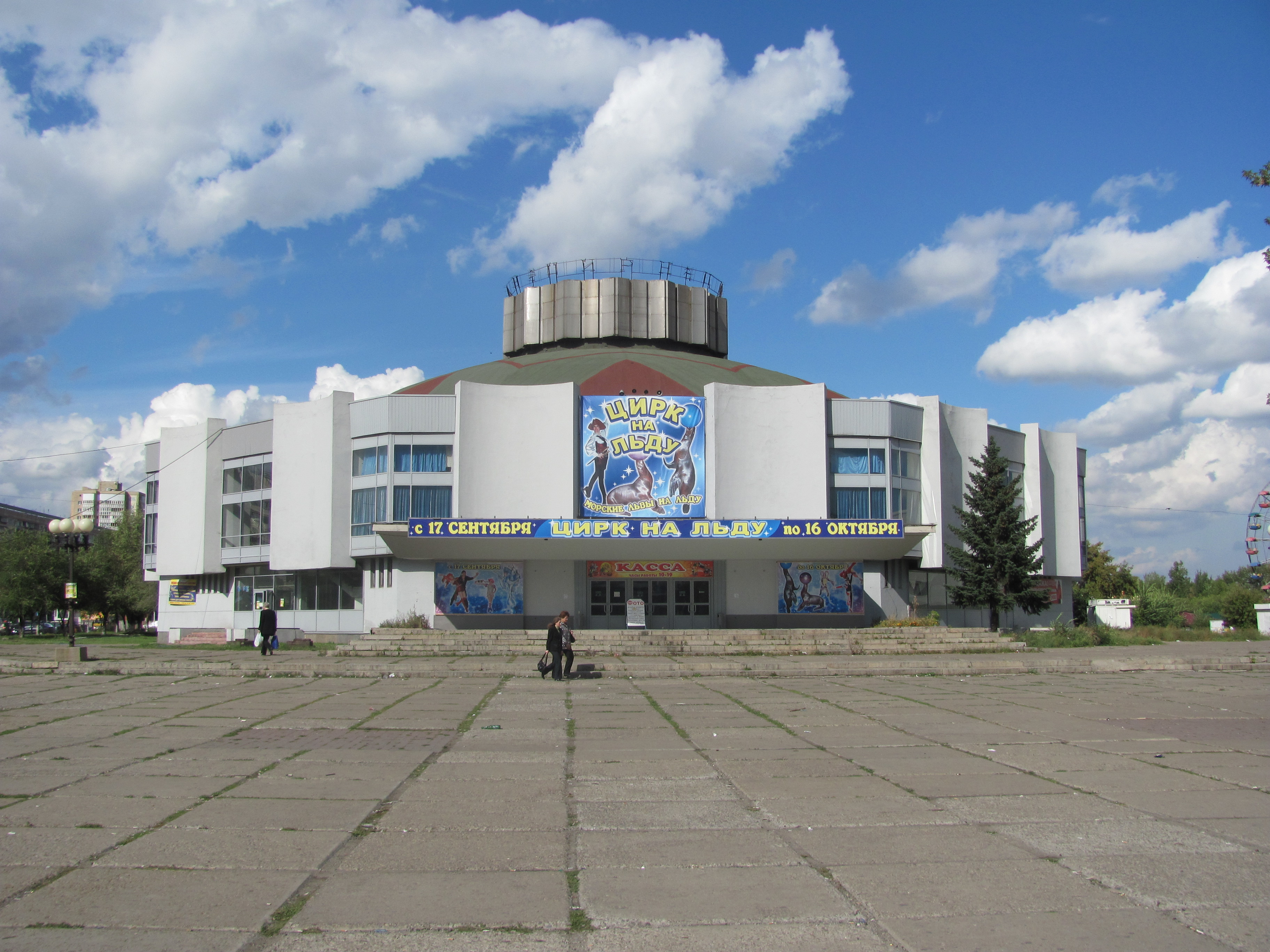
Магнитогорский цирк

Первый деревянный цирк Магнитогорска строился одновременно с возведением промышленного комплекса и нового социалистического города; открыт 11 августа 1931 года. В 1975 году открылся новый цирк фундаментального здания на 2000 мест, действующий по сей день.

### Музыка
- МАУК «Магнитогорское концертное объединение»,
- Магнитогорский дом музыки,
- Магнитогорская государственная академическая хоровая капелла им. С.Г. Эйдинова.

### Музеи
- Магнитогорская картинная галерея,
- Магнитогорский историко-краеведческий музей,
- Музей-квартира Бориса Ручьёва в составе МКУК «Магнитогорский историко-краеведческий музей»,
- Музей ПАО «ММК»,
- Музей истории «Магнитостроя»,
- Музей профтехобразования при политехническом колледже,
- Музей истории казачества открыт в мае 2012 года в стенах МаГУ на основе коллекции этнографа Галины Гончаровой[81],
- Музей «Закулисье» открыт в ноябре 2016 года в стенах театра куклы и актёра «Буратино»[82],
- Музей военной техники «Патриотический сквер».

### Библиотеки
- Объединение городских библиотек,
- Централизованная детская библиотечная система.

### Дворцы культуры
- Дворец культуры металлургов имени Серго Орджоникидзе,
- Левобережный дворец культуры металлургов,
- Дом дружбы народов,
- Дворец культуры АО «ММК-Метиз»,
- Дом культуры железнодорожников.

### Кинотеатры
В городе пять действующих кинотеатров:
- Sky Cinema ТРК «Континент». Открыт 23 февраля 2014 года. Имеет 3 цифровых кинозала с форматом фильмов 2D, 4 зала оборудованы 3D-технологиями «Real-D», 1 зал со звуковым сопровождением «Dolby Atmos» (единственный в городе), 1 «VIP»-зал.
- Sky Cinema ТРК «Гостиный двор». Открыт 1 сентября 2011 года. Имеет 3 цифровых кинозала и 4 зала, оборудованных 3D-технологиями.
- «Джаз синема». 6 кинозалов, 2 из которых оборудованы под показ фильмов в цифровом и 3D формате.
- Мягкий кинотеатр ТРК «Семейный парк». Открыт в декабре 2016 года. Кинотеатр с мягкими регулирующимися креслами, есть 1 зал 3D.

Кроме того, в городе есть ряд кинотеатров, прекративших свою деятельность:
- «Магнит». Демонтирован. На его месте сооружён торговый центр. Первое здание кинотеатра на левом берегу снесено в декабре 2018 года в связи с аварийным состоянием конструкций, второе здание в ноябре 2012 года в связи со строительством ТРК *Семейный парк*.
- Кинотеатр им. Горького. Находился по адресу Комсомольская улица, дом 16. В настоящее время в нём располагается гипермаркет «Магнит». В настоящее время на территории прилегающего сквера построен храм «Умягчение злых сердец».
- «Родина». В настоящее время не функционирует как кинотеатр, действует как продуктовый рынок.
- «Комсомолец». Данный кинотеатр начал свою работу 28 августа 1954 года[83]. В 2013 году помещения бывшего кинотеатра было реставрировано, а в его помещениях разместился торговый центр Spar[84]. Под зданием находится бомбоубежище[85].
- «Современник». Широкоэкранный кинотеатр на 600 мест, площадь застройки 1444 м². Был открыт 27 августа 1969 г. к 50-летию советского кинематографа. Пережил 2 реконструкции, 8 марта 2012 года открылся вновь. Закрылся в 2020 году.
- «Мир». С двумя залами с обычным экраном открылся 30 марта 1960 года. В настоящее время не функционирует как кинотеатр, в помещениях расположены коммерческие организации и продуктовые магазины.

### СМИ
- Газета «Магнитогорский рабочий»,
- Газета «Магнитогорский металл»,
- Магнитогорское информационное агентство «Верстов Инфо»[86].

## Спорт
Спортом номер один в городе принято считать хоккей. Первую в городе хоккейную команду создали студенты техникума физкультуры в 1949 году. Уже через год появилось ещё несколько команд, в том числе и «Металлург», ставший впоследствии многократным победителем чемпионатов России и Европы, одним из сильнейших в современной России.
Также немалых успехов в советское время добились и футболисты Магнитогорска. В 1974 году футбольный клуб ФК «Металлург» выиграл кубок РСФСР. Но сейчас магнитогорский футбол находится в упадке, во многом из-за отсутствия стабильного финансирования.
В городе существовал баскетбольный клуб БК «Металлург-Университет», выступавший в российской Суперлиге. Сейчас в городе существует баскетбольный клуб «Металлург», выступающий в Суперлиге Также до 2006 года в Магнитогорске существовал клуб по хоккею на траве «Магнитострой».
В 2015 году, горнолыжный центр «Металлург-Магнитогорск» принял горнолыжный этап Зимних Сурдлимпийских игр.
Спортивные команды Магнитогорска
- хоккейный клуб «Металлург»
- футбольный клуб «Металлург-Магнитогорск»
- баскетбольный клуб «Металлург»
- хоккейный клуб «Стальные Лисы»
- хоккейный клуб «Магнитка»
- волейбольный клуб «Магнитка»

### Спортивные объекты
- Аквапарк «Водопад чудес»
- Бассейн BWT г. Магнитогорск
- дворец спорта имени И. Х. Ромазана
- спортивный клуб ПАО «ММК»
- ледовый дворец «Арена-Металлург»
- СДЮСШОР № 2 (гребной спорт, настольный теннис)
- ДЮСШ № 4 (футбол, фехтование, шахматы)
- гребная база УСК «Металлург-Магнитогорск»
- горнолыжные центры ОАО «ММК» «Металлург-Магнитогорск», «Абзаково»
- легкоатлетический манеж спортивного клуба «Металлург-Магнитогорск» (тренировочная база для спортсменов ДЮСШ № 3, СДЮСШОР № 1)
- стадион «Центральный»
- стадион «Металлург»
- зал настольного тенниса
- ФОК «Умка» (крытый каток)
- УФБИ «Джиу-джитсу и кобудо»
- стрелковый клуб «Альфа»
- МУ «Экологический парк»
- ДЮСШ № 3
- СДЮСШОР № 10
- МУ ДО ДЮСШ № 2 (гребля на байдарках и каное, гребной спорт (академическая гребля), плавание)
- плавательный бассейн «Ровесник»
- скейтпарк

## Религия
Православные храмы
- Кафедральный собор Вознесения Господня
- Церковь Благовещения Пресвятой Богородицы
- Церковь Михаила Архангела
- Церковь Николая Чудотворца
- Церковь Пантелеимона Целителя
- Церковь Покрова Пресвятой Богородицы
- Церковь Похвалы Божией Матери
- Церковь Спиридона Тримифунтского
- Церковь Троицы Живоначальной

Мечети
- Соборная мечеть
- Левобережная мечеть

Протестантские общины
- Дом молитвы евангельских христиан-баптистов
- Дом молитвы Живое слово христиан веры евангельской
- Дом молитвы Слово жизни христиан веры евангельской
- Церковь адвентистов седьмого дня
- Новоапостольская церковь[87]

## Достопримечательности
- Магнитогорский технический колледж
- Монумент «Тыл — фронту»
- Парк Ветеранов Магнитки
- Парк Победы
- Памятник «Первая палатка»
- Памятник «Первым комсомольцам — строителям Магнитки»
- Памятник «Металлург» (историческое и официальное название скульптуры А. Зеленского «Рабочий», также распространено название памятника «Сталевар»)
- Памятник А. С. Пушкину (скульптор С. Д. Меркуров)
- Памятник Серго Орджоникидзе
- Памятник Серго Орджоникидзе (у ООО «ММК-Метиз»)
- Памятник Георгию Димитрову
- Памятник С. М. Кирову
- Памятник «Первый паровоз»
- Памятник родителям
- Памятник учителю
- Памятник И. Х. Ромазану
- Памятник броневому бюро
- Памятник дворнику и сантехнику
- Памятник «Танк»
- Светомузыкальный фонтан у курантов
- Солнечные часы «Львы» на улице Завенягина
- Памятник А. Н. Грязнову
- Аллея Любви
- Памятники В.И. Ленину (на площади Ленина, на Комсомольской площади, на площади Победы, у ОАО «МЦОЗ»)
- Памятник доменщику
- Соцгород (первый квартал Магнитогорска, построен немецкими архитекторами)[источник?]
- Памятник металлургу демидовских времён
- Памятник М. Ю. Лермонтову в одноимённом сквере
- Куранты на площади Народных гуляний
- смотровая площадка на горе Кара-Дыр
- смотровая площадка на горе Магнитной и памятник «40 лет руднику»
- Парк Притяжение[88]

## Награды
- Орден Трудового Красного Знамени (1971)
- Орден Ленина (1979)
- Общественное звание города трудовой доблести и славы (2015)
- Указом Президента Российской Федерации от 2 июля 2020 городу было присвоено звание «Город трудовой доблести»[89][90]

## В нумизматике

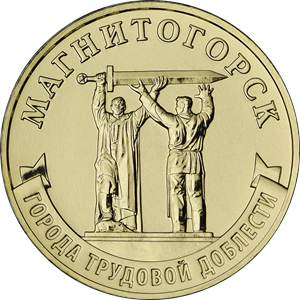
Город трудовой доблести Магнитогорск 10 рублей 2022 г.

Банк России 6 мая 2022 года выпустил в обращение памятную монету из недрагоценного металла номиналом 10 рублей «Магнитогорск», серии «Города трудовой доблести».